# チェット・ベイカー
チェット・ベイカー（Chet Baker、本名：Chesney Henry Baker Jr.、1929年12月23日 - 1988年5月13日）は、アメリカ合衆国のジャズ・ミュージシャン。米ウエストコースト・ジャズ・シーンの代表的トランペット奏者であり、ボーカリストでもあった。 

## 来歴・人物
オクラホマ州イェール生まれ。

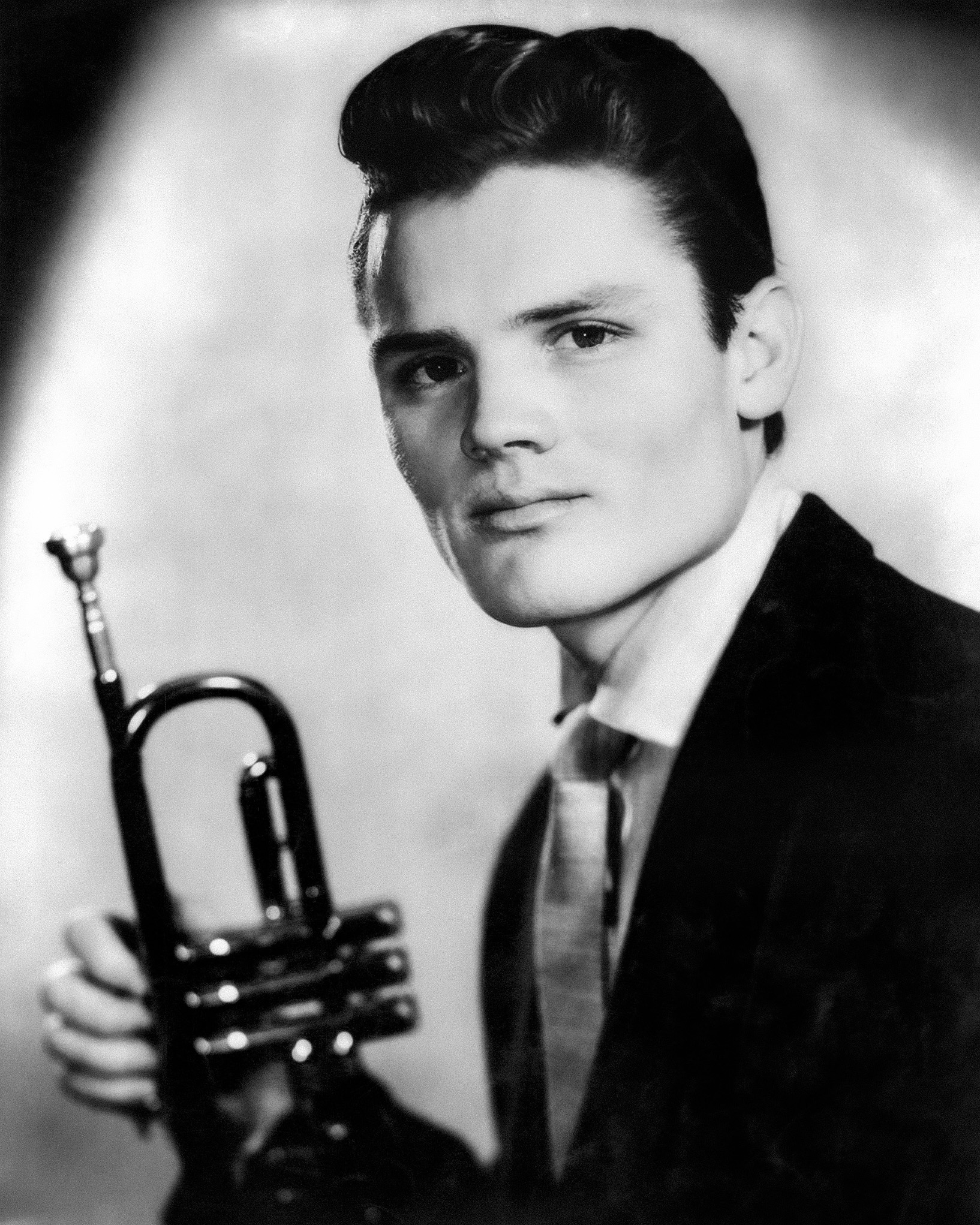
チェット・ベイカー（1955年）

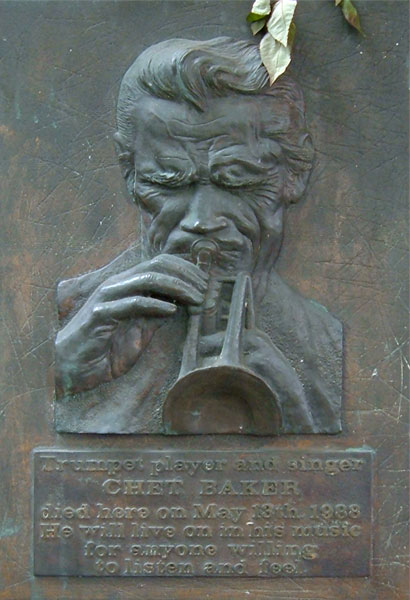
アムステルダムにあるチェット・ベイカーのモニュメント

1946年末、17歳でアメリカ軍に入隊。1947年初頭にドイツへ出発、赴任地はベルリンであった。夏にAFRS（Armed Forces Radio Service: 軍隊放送）でスタン・ケントンやディジー・ガレスピーをはじめとするビバップを聴き、魅了されると同時に動揺する。
1948年、急性盲腸炎で手術を受け初めての軍隊生活を終える。カリフォルニア州ハモサビーチに家を構えていた両親のもとへ戻った。レドンド・ユニオン・ハイスクールに入学。1948年、エル・カミノ短期大学に入学。授業料無料の2年制の短大で、学生は退役兵士ばかりだった。
1949年、マイルス・デイヴィス『クールの誕生』を聴き、マイルスの音楽スタイルに共感をおぼえた。同年、両親の支配から逃れたいという思いが強くなっていたチェットは実家を出て、友人のボブ・ホワイトロックとともにレドンドビーチの豪邸のゲストハウスを借りて住むようになった。チェットは麻薬そのものや麻薬をやっている人間に強烈な魅力を感じるようになっており、間もなく友人のボブ・ニールとともに自らマリファナを売る側に回った。
1950年末、マリファナの不法所持で逮捕されたチェットは、判事に軍隊に再入隊するか牢獄に入るかのどちらかを選択するように迫られ、結局軍隊に舞い戻ることを選んだ。軍隊に戻ったチェットはサンフランシスコ・プレシディオに配属された。
トランペットの実力はチャーリー・パーカーにも認められ、1952年から1953年にかけて彼のバンドでも活躍した。その時の演奏は「The Bird You Never Heard (Stash)」で聴くことが出来る。また、その中性的なボーカルも人気があり、1954年にレコーディングされた『チェット・ベイカー・シングス』に収録の「マイ・ファニー・ヴァレンタイン」はチェットの代表曲の1つであり、同楽曲の代表的カヴァーの1つでもある。このチェットの歌い方にジョアン・ジルベルトが影響され、ボサノヴァ誕生の一因となったと言われている。
1950年代半ばにおいては時代の寵児とも目され、マイルス・デイヴィスとともに人気を誇った。マイルスは、チェットが白人だというだけで大衆的人気を獲得している状況を快く思っていなかったが、チェットの演奏や人間性はマイルスも高く評価しており、仲も良かったという。1950年代後半から1960年代にかけてチェットはヘロインに耽溺し、ドラッグ絡みのトラブルを頻繁に起こした。米国や公演先のイタリアなど複数の国で逮捕され、短期間であるが服役もしている。1970年にはドラッグが原因の喧嘩で前歯を折られ、演奏活動の休業を余儀なくされた。この間には生活保護を受け、ガソリンスタンドで働いていたという。 1973年にはディジー・ガレスピーの尽力により復活を果たし、1975年頃より活動拠点を主にヨーロッパに移した。
1986年3月に初来日、翌1987年にも再来日した。また、1987年から1988年にかけて、ファッション・フォトグラファーのブルース・ウェーバーが監督したチェットの自伝的ドキュメント映画『レッツ・ゲット・ロスト』が撮影された。
1988年5月13日、オランダ、アムステルダムのホテルの窓から転落死、原因は定かではない。
ドキュメンタリー映画『レッツ・ゲット・ロスト』は彼の死後まもなく封切られ、アカデミー賞ドキュメンタリー部門にノミネートされた。

## ディスコグラフィ

### リーダー作品（一部）
- Witch Doctor (1953年)
- チェット・ベイカー・シングス - Chet Baker Sings (1954年, 1956年)
- Selection From Chet Baker In Paris (1955年 & 1956年)
- Chet Baker & Strings (1955年)
- チェット・ベイカー・シングス・アンド・プレイズ - Chet Baker Sings and Plays (1955年)
- Picture Of Heath (1956年)
- Quartet/Russ Freeman-Chet Baker (1956年)
- Chet Baker & Crew (1956年)
- Embraceable You (1957年)
- チェット・ベイカー・イントロデューシス・ジョニー・ペイス - Chet Baker Introduces Johnny Pace（1958年）
- Chet Baker Sings It Could Happen to You (1958年)
- イン・ニューヨーク - Chet Baker in New York (1958年)
- チェット - Chet (1959年)
- チェット・ベイカー・プレイズ・ラーナー&ロウ - Chet Baker Plays the Best of Lerner and Loewe（1959年）
- チェット・ベイカー・イン・ミラノ - Chet Baker in Milan（1959年）
- Chet Baker with Fifty Italian Strings（1959年）
- チェット・イズ・バック - Chet Is Back!（1962年）
- ザ・モスト・インポータント・ジャズ・アルバム・オブ1964-65 - The Most Important Jazz Album of 1964/65（1964年）
- ベイビー・ブリーズ - Baby Breeze（1964年）
- ベイカーズ・ホリデイ - Baker's Holiday（1965年）
- Smokin' with the Chet Baker Quintet（1965年）
- Groovin' with the Chet Baker Quintet（1965年）
- Comin' On with the Chet Baker Quintet（1965年）
- Cool Burnin' with the Chet Baker Quintet（1965年）
- Boppin' with the Chet Baker Quintet（1965年）
- Albert's House（1969年）
- Blood, Chet and Tears（1970年）
- 枯葉 - She Was Too Good to Me (1974年)
- You Can't Go Home Again / The Best Thing For You (1977年)
- Broken Wing (1978年)
- Someday My Prince Will Come (1979年)
- Meets the Boto Brasilian Quartet (1980年)
- Star Eyes (1983年)
- Diane (1985年)
- Candy (1985年)
- Live from the Moonlight (1985年)
- Cool Cat (1986年)
- レッツ・ゲット・ロスト - Chet Baker Sings and Plays from the Film "Let's Get Lost" (1987年)
- Memories / Chet Baker in Tokyo (1987年)
- The Last Great Concert (1988年)

### サイドマン作品（一部）
- Inglewood Jam-Bird & Chet Live (1952年)
- ジム・ホールの作品に参加, アランフェス協奏曲 - Concierto (CTI, 1975年)

## チェット・ベイカーを扱った映画
- 『レッツ・ゲット・ロスト』 - Let's Get Lost (1988年) ※ドキュメンタリー
- 『ブルーに生まれついて』 - Born to Be Blue (2015年)
- 『マイ・フーリッシュ・ハート』 - My Foolish Heart (2018年)